# Marie-Charlotte Sobieska
 (mai 2025).
Si vous disposez d'ouvrages ou d'articles de référence ou si vous connaissez des sites web de qualité traitant du thème abordé ici, merci de compléter l'article en donnant les références utiles à sa vérifiabilité et en les liant à la section « Notes et références ».
Pour les articles homonymes, voir Sobieska.
Maria Karolina Sobieska (25 novembre 1697 ; 8 mai 1740) est une princesse polonaise, fille de Jacques Louis Henri Sobieski. Connue sous le nom de Marie-Charlotte ou Charlotte, elle est princesse de Turenne puis duchesse de Bouillon par mariage. Charlotte est la dernière membre de la famille Sobieski.

## Biographie
Fille de Jacques Louis Henri Sobieski et de la comtesse palatine Edwige-Élisabeth-Amélie de Neubourg, elle est la troisième fille du couple. Sa sœur cadette Marie-Clémentine Sobieska épouse Jacques François Stuart. Elle passe son enfance en Silésie. Par sa mère, elle est la nièce de l'impératrice du Saint-Empire Éléonore de Neubourg, de la reine de Portugal Marie-Sophie de Neubourg de la reine d'Espagne Marie-Anne de Neubourg et de la duchesse de Parme Dorothée-Sophie de Neubourg.
Elle épouse en premières noces Frédéric-Maurice-Casimir de La Tour d'Auvergne. Les noce sont célébrées par procuration le 25 août 1723 à Neisse par son oncle François-Louis de Palatinat-Neubourg, puis en présence du marié à Strasbourg le 20 septembre. Il meurt cependant pendant le voyage de retour et est enterré à Munster. Elle se remarie deux mois plus tard, le 2 avril 1724, avec son jeune frère Charles-Godefroy. Son mariage est malheureux. Séparés, elle retourne vivre en Pologne et s'occupe des biens hérités de sa famille.

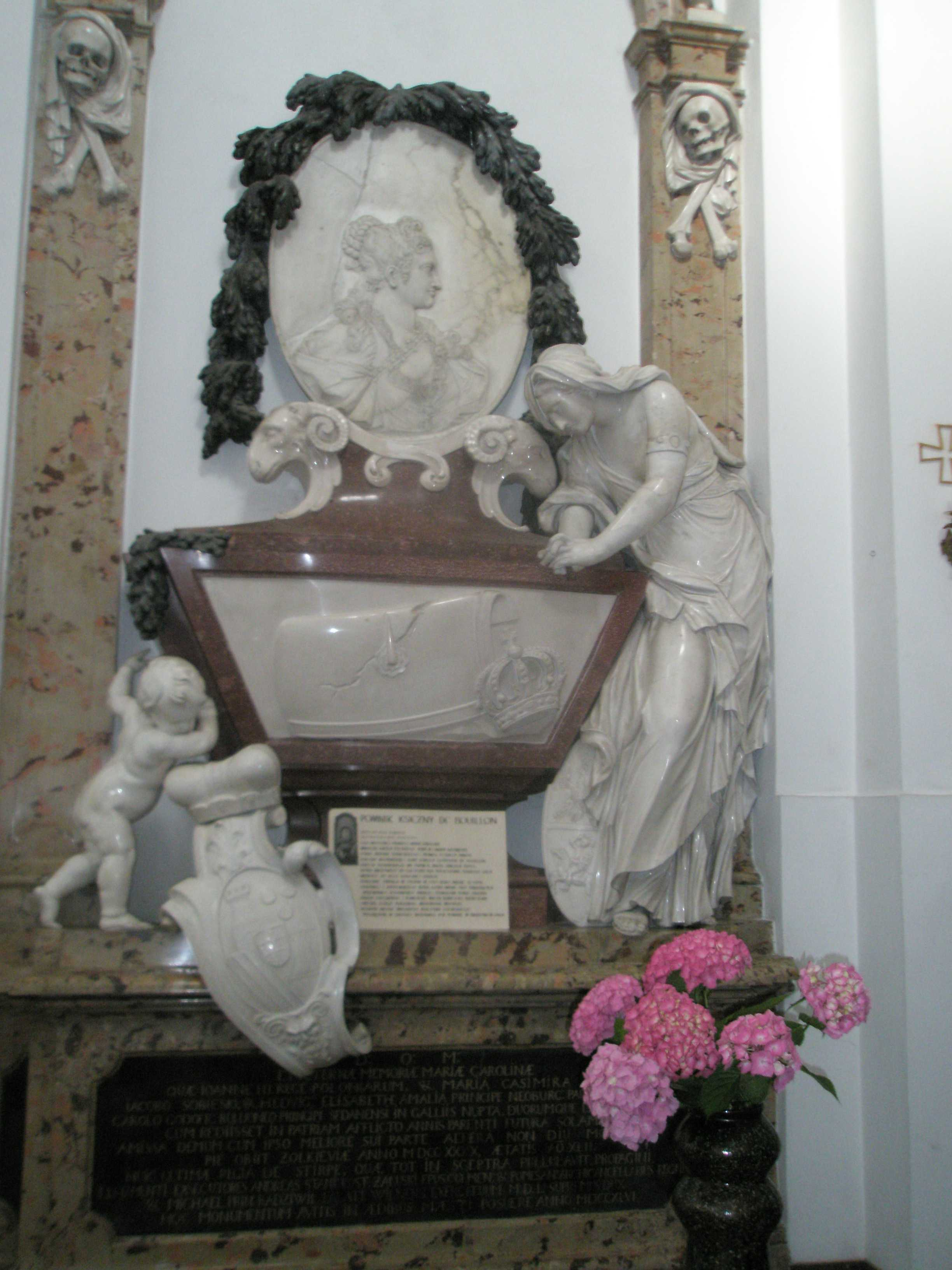
Tombeau de Charlotte à Saint-Casimir de Varsovie, par Lorenzo Mattielli.

Son ami Michel Casimir Radziwiłł Rybeńko est chargé de ses affaires. Sa bibliothèque est déposée à la bibliothèque Załuski, à l'origine de la Bibliothèque nationale. Elle est enterrée à l'église Saint-Casimir de Varsovie.

## Descendance
Avec Charles-Godefroy, elle a deux enfants :
- Marie-Louise (1725-1793), mariée à Jules-Hercule-Mériadec de Rohan-Guéméné prince de Guémené, duc de Montbazon,
- Godefroy de La Tour d'Auvergne (1728-1792), duc de Bouillon.